# Total War: Warhammer III
Total War: Warhammer III — компьютерная игра в жанрах пошаговой стратегии и стратегии в реальном времени, разработанная компанией Creative Assembly изданная Sega. Игра была анонсирована 3 февраля 2021 года, релиз изначально был запланирован на начало 2022 года, а позже перенесён на 17 февраля. Это пятнадцатая игра в серии Total War и третья в трилогии на основе сеттинга Warhammer Fantasy.

## Сюжет
Действие игры происходит во вселенной Warhammer Fantasy. Бог-Медведь Урсун — главное божество царства Кислев — захвачен первым демон-принцем Хаоса Бе’лакором, из-за чего охраняемое им северное государство погрузилось в нескончаемую зиму. У каждой из фракций есть свои причины отправиться на поиски Урсуна. В то время как кислевиты стремятся спасти своё божество, представители правящей династии восточной империи Великий Катай желают найти с помощью освобождённого Урсуна своего пропавшего родственника. Пока бог корчится в муках, в Старом Свете появляются ведущие в царства Хаоса разрывы в пространстве, позволяющие переноситься во владения демонов и телепортироваться в другое место на карте, но и выпускающие в реальный мир скверну и демонов.
В прологе (играющем роль обучающего режима) описываются события, которые непосредственно привели к сюжету основной игры.

## Игровой процесс
Как и в случае предшественников по серии, игровой процесс Total War: Warhammer III состоит из двух режимов — это глобальная пошаговая стратегия (стратегический режим на карте) и стратегия в реальном времени (тактический режим во время битвы).
Стратегический режим доступен во время кампании. В нём игроки перемещают армии по карте и управляют поселениями в пошаговой манере. Игроки вступают в дипломатические отношения с фракциями, контролируемыми ИИ, и сражаются с ними. Сражения происходят в реальном времени, в игре также имеется режим пользовательских и многопользовательских онлайн-сражений. Владельцы двух первых игр получат те же расы, разблокированные для многопользовательской игры в третьей игре; также для них разработана комбинированная карта мира «Бессмертные империи», аналогичная кампании «Империи смертных» в Total War: Warhammer II.
Действие основной кампании разворачивается в том числе во Владениях Хаоса — источнике всей магии в мире Warhammer Fantasy. По словам игрового директора Яна Роксбурга, карта игровой кампании в два раза больше, чем в «Вихре бури» Total War: Warhammer II.
Разработчики указывали, что игра будет более нарративной и ориентированной на сюжет, из-за чего она больше не строится по простому принципу «расширяйся, расширяйся и расширяйся, пока ты не стал больше всех остальных наций».
Была переработана механика осад, которая раньше не учитывала особенности юнитов, имела малое разнообразие карт, баги и единственную тактику — уничтожить ворота и пробраться в город. Были добавлены новые игровые уровни и введён механизм припасов, которые накапливаются со временем и позволяют игроку прямо во время штурма возводить баррикады, ловушки и защитные башни.

## Играбельные расы и фракции
В базовой версии игры в основной сюжетной кампании «Царства хаоса» игрокам доступно 7 играбельных рас. Всего в игре доступно 24 играбельные расы, с учётом объединённой кампании «Бессмертные империи» и DLC. Расы базовой версии игры:
- Кислев — вдохновлён средневековой Россией и другими славянскими государствами.[9][10] Данная раса никогда ранее не представлялась в качестве полноценной прописанной армии в Warhammer Fantasy[9][10]. Царство Кислев расположено на северо-востоке от Империи и всегда первым принимает удар сил Хаоса. Играбельные фракции Кислева:
  - Ледяной двор. Лидер — Царица Катарина.
  - Великая Ортодоксия. Лидер — Верховный патриарх Косталтын.
  - Воскресители Урсуна. Лидер — Борис Урсус. Данная фракция становится доступной для игры только после прохождения особой битвы в процессе кампании за Кислев.
  - Экспедиция Кислева. Лидер — Юрий Барков. Данная фракция доступна только в прологе. В кампании «Царство Хаоса» отсутствует.
- Великий Катай — вдохновлён Древним Китаем, был официально объявлен трейлером от 14 сентября, хотя появляется на карте в дебютном трейлере. В Warhammer Fantasy данная раса и её войска никогда не были представлены. Катай упоминался только вскользь — например, в описаниях артефактов и мест[6][9][10][11]. Катай, также известный как Империя Небесного Дракона и Небесная Империя — это крупное и густонаселённое государство людей в Восточных землях, находящееся за Тёмными землями и горами Скорби. Это самое крупное государство людей в мире Warhammer Fantasy, правит им Император-дракон и члены его династии, способные принимать человеческий облик. Играбельные фракции Великого Катая:
  - Северные провинции. Лидер — Мяо Ин, Грозовой дракон.
  - Западные провинции. Лидер — Чжао Мин, Железный дракон.
- Кхорн — бог хаоса, олицетворяющий жажду войны и крови, ненависть, гнев и ярость[6]. Раса состоит в основном из демонов Кхорна, хотя включает и некоторые смертные отряды, поклоняющиеся данном богу. Играбельная фракция Кхорна:
  - Изгнанники Кхорна. Лидер — кровожад Скарбранд.
- Нургл — бог хаоса, отражающий разложение и отчаяние[6]. Раса состоит в основном из демонов Нургла, хотя включает и некоторые смертные отряды, поклоняющиеся данном богу. Играбельная фракция Нургла:
  - Чумотворцы Нургла. Лидер — великий нечистый Чумной отец Кугат.
- Тзинч — бог хаоса, выражающий жажду перемен и изменений[6]. Раса состоит в основном из демонов Тзинча, хотя включает и некоторые смертные отряды, поклоняющиеся данном богу. Играбельная фракция Тзинча:
  - Оракулы Тзинча. Лидер — повелитель перемен Кайрос Судьбоплёт.
- Слаанеш — бог хаоса, воплощающий похоть, удовольствие, гедонизм и властолюбие в самых распущенных и удивительных формах[6]. Раса состоит в основном из демонов Слаанеш, хотя включает и некоторые смертные отряды, поклоняющиеся данном богу. Играбельная фракция Слаанеш:
  - Соблазнители Слаанеш. Лидер — хранитель секретов Н’Кари.
- Демоны хаоса — объединённая армия демонов всех четырёх богов, возглавляется демон-принцем[6]. Поклоняется хаосу в целом, то есть Хаосу Неделимому. Армия данной расы состоит в основном из юнитов остальных демонических рас (Кхорн, Нургл, Тзинч, Слаанеш), но включает и уникальные отряды. Смертные отряды воинов хаоса, а также лорды-демоны четырёх богов данной расе недоступны. Стратегические механики демонов хаоса коренным образом отличаются от таковых у Кхорна, Нургла, Тзинча и Слаанеш. Играбельная фракция демонов Хаоса:
  - Легион Хаоса. Лидер — демон-принц. Имя демон-принца может сам игрок как придумать, так и выбрать случайно сгенерированное. Образ демон-принца можно менять, выбирая части тела из даров богов Хаоса, причём это влияет не только на внешний вид лорда, но и на его игровые возможности.

В дополнениях для Total War: Warhammer III добавлены три новые играбельные расы:
- Королевства огров — кочевая раса из загружаемого дополнения «Ogre Kingdoms», состоящая в основном из чудовищной пехоты огров-великанов, а также гнобларов — мелких сородичей гоблинов. Королевства огров были объявлены 4 ноября 2021 года отдельным трейлером, стали доступны всем предзаказавшим игру либо купившим её в первую неделю продаж[12]. Играбельные фракции королевств огров:
  - Златозуб. Лидер — архитиран Гризус Златозуб.
  - Последователи Великой Пасти. Лидер — пророк Великой Пасти Скраг Мясник.

- Гномы хаоса — раса из DLC «Forge of the Chaos dwarfs»[13]. Гномы хаоса — дальние родственники обычных гномов, когда-то ушедшие на восток и заменившие служение богам-предкам на поклонение богу хаоса Хашуту. Армия гномов хаоса включает как самих гномов и их многочисленные машины, так и порабощённых зеленокожих, а также хобгоблинов (особый подвид гоблинов, занимающих более привилегированное место в армии гномов хаоса по сравнению с рабами-зеленокожими). Раса гномов хаоса была анонсирована 14.03.2023, релиз произошёл 13.04.2023. Играбельные фракции гномов хаоса:
  - Последователи Хашута. Лидер — колдун-пророк Астрагот Железнорук, Верховный жрец Хашута.
  - Легион Азгорха. Лидер — колдун-пророк Дражоат Пепельный.
  - Воинство Жарра. Лидер — Жатан Чёрный.
- Воины хаоса — раса из DLC «Champions of Chaos», уже присутствовавшая ранее в серии, но дополненная новыми лордами в третьей части. Воины хаоса — смертные воители на службе тёмных богов. Отдельные легендарные лорды воинов хаоса могут поклоняться как конкретному богу, так и хаосу в целом, но всем им доступны войска смертных воинов хаоса неделимого. Раса воинов хаоса была существенно переработана в третьей части серии. Играбельные фракции воинов хаоса, добавленные в третьей части:
  - Восторженные легионы. Лидер — демон-принц Азазель. Данная фракция служит Слаанеш.
  - Плодовитые. Лидер — Фестус Повелитель Пиявок. Данная фракция служит Нурглу.
  - Легион Кровожадных. Лидер — демон-принц Валькия Кровавая. Данная фракция служит Кхорну.
  - Марионетки беспорядка. Лидер — Вилитч Проклятый. Данная фракция служит Тзинчу.
  - Легион теней. Лидер — демон-принц Бе’лакор. Данная фракция служит Хаосу неделимому. Данная фракция доступна в кампании «Бессмертные империи» и не требует покупки DLC. В кампании «Царства хаоса» отсутствует.

Также в Total war: Warhammer 3 игрокам доступна кампания «Бессмертные империи», в которой, помимо выше перечисленных, присутствуют остальные 14 рас (Империя, Бретония, высшие эльфы, лесные эльфы, тёмные эльфы, скавены, людоящеры, зверолюды, Норска, гномы, графы вампиров, берег вампиров, цари гробниц, зеленокожие) и фракции данных рас, представленные в прошлых частях серии. Хотя доступ к кампании «Бессмертные империи» открыт любому игроку Total War: Warhammer III, возможность играть за определённую фракцию/легендарного лорда открывается только при наличии части серии (или DLC), в котором данная фракция/легендарный лорд появился.

## Отзывы
| Сводный рейтинг       | Сводный рейтинг |
| Агрегатор             | Оценка          |
| --------------------- | --------------- |
| Metacritic            | 87/100          |
| Иноязычные издания    |                 |
| Издание               | Оценка          |
| GameStar              | 88/100          |
| IGN                   | 9/10            |
| PC Gamer (US)         | 90/100          |
| VG247                 | [ 19 ]          |
| Shacknews             | 9/10            |
| PCGamesN              | 9/10            |
| Русскоязычные издания |                 |
| Издание               | Оценка          |
| Riot Pixels           | 70 %            |
| «Игромания»           | 10/10           |
| «Игры Mail.ru»        | 9/10            |
| «Мир фантастики»      | без оценки      |
| Награды               |                 |
| Издание               | Награда         |
| «Игромания»           | Стратегия года  |

Согласно агрегатору Metacritic, игра получила преимущественно положительные отзывы (средневзвешенная оценка составила 87/100).
Российское издание «Игромания» поставило игре максимальную оценку и вынесло вердикт: «Total War: Warhammer III — не только лучшая часть трилогии, но и лучший способ приобщиться к серии Total War. А заодно полюбить сеттинг Warhammer Fantasy».

## Продажи
Согласно случайно опубликованной в июне 2025 года презентации по внутренней стратегии Sega, было продано 2,34 млн копий игры.